# Lacerdópolis
Lacerdópolis est une ville brésilienne de l'ouest de l'État de Santa Catarina.

## Généralités
La municipalité fut fondée le 11 novembre 1963. La ville possède un climat aux étés frais. La température moyenne y est de 18 °C.

## Géographie
Lacerdópolis se situe par une latitude de 27° 15′ 36″ sud et par une longitude de 51° 33′ 21″ ouest, à une altitude de 513 mètres.
Sa population était de 2 197 habitants au recensement de 2010. La municipalité s'étend sur 68 km2.
Elle fait partie de la microrégion de Joaçaba, dans la mésorégion Ouest de Santa Catarina.

## Histoire
La colonisation de la vallée du rio do Peixe s'intensifia à partir de la construction de la voie ferrée São Paulo–Rio Grande do Sul. La construction commença en 1908 et se termina en 1910, sur le parcours entre Porto União et Marcelino Ramos dans l'État de Santa Catarina. Au commencement du XXe siècle, sur les rives du rio do Peixe, les entreprises Mosele & Eberle et Girardi & Cia créèrent deux noyaux de peuplement dans la région pour attirer les immigrants du Rio Grande do Sul, en majorité d'origines italienne et allemande. Ces deux centres de peuplement prirent le nom Núcleo Colonial de Capinzal et de Núcleo Colonial de Barra Fria. Les terres fertiles de la région, associées aux perspectives de progrès du fait de la présence du chemin de fer, attirèrent de nombreux immigrants, originaires des colonies de Caxias do Sul et Bento Gonçalves. Ces immigrants créèrent la localité qui deviendra Lacerdópolis. En 1955, Lacerdópolis appartenait à la municipalité de Campos Novos. Les municipalités de Campos Novos et Capinzal choisirent de s'échanger des terres. La rive droite du rio do Peixe étaient cédée à Campos Novos et Lacerdópolis (Barra Fria) revenait à Capinzal. Peu après Ouro fut émancipée de Capinzal et Lacerdópolis appartint quelques mois à Ouro. Peu après, elle devint également indépendante (le 11 novembre 1963, avec effet au 3 février 1964) et prit le nom de Lacerdópolis, en hommage à Jorge Lacerda.

## Villes voisines
Lacerdópolis est voisine des municipalités (municípios) suivantes :
- Ouro
- Joaçaba
- Herval d'Oeste
- Erval Velho
- Capinzal